# Michael Thali

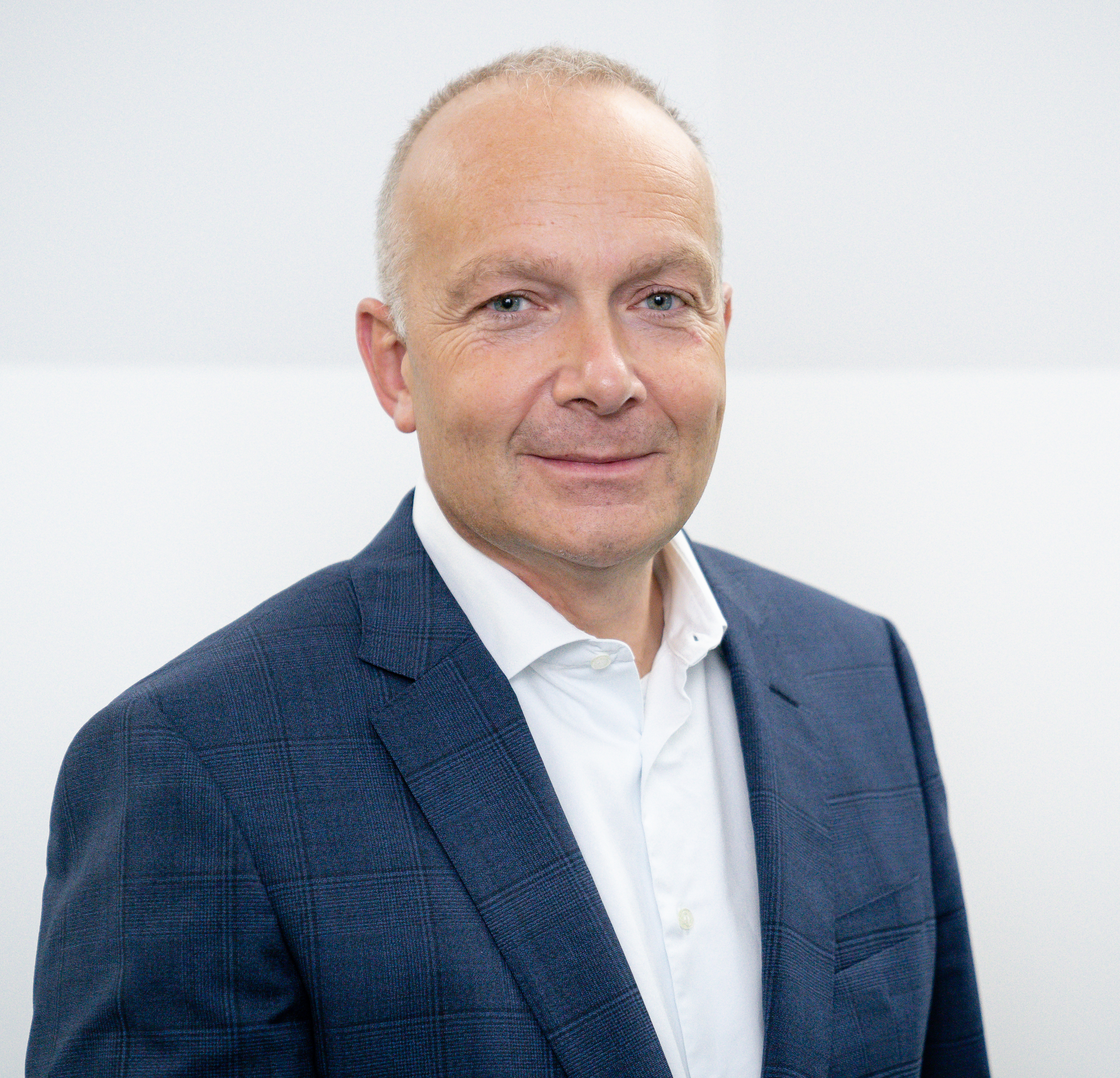
Michael Thali

Michael Josef Thali (* 1967) ist ein Schweizer Rechtsmediziner. Seit 2006 Lehrstuhlinhaber für Rechtsmedizin an der Universität Bern, 2011 wechselte er als Ordinarius ans Instituts für Rechtsmedizin der Universität Zürich. International ist er als Promotor des «Virtopsy Approach» bekannt, welcher moderne bildgebende 3D Medizintechnologie in die Forensik integrierte. Er gilt heute als treibende Kraft des «Forensic Nursing» in der Schweiz.

## Werdegang
Michael J. Thali studierte Medizin an der Universität Bern. Er promovierte 1999 zum Thema «Implantation beidseitiger Hüftprothesen in einer operativen Sitzung» unter Reinhold Ganz an der Universität Bern und erwarb 2000 den Facharzttitel FMH der Rechtsmedizin.
2001/2002 war Michael Thali mit einem SNF-Stipendium als Fellow am “Armed Forces Institute of Pathology (AFIP)” in Washington DC - mit dem dortigen “Office of the Armed Forces Medical Examiners (OAFME)” war er an der forensischen Identifizierung der 9/11 Opfer des Pentagons beteiligt.
Nach der Habilitation 2003 mit dem Schwerpunkt Virtopsy trat Michael Thali im Jahr 2006 die Nachfolge von Prof. Richard Dirnhofer als Ordinarius und Direktor des Instituts für Rechtsmedizin der Universität Bern an.
2011 wechselte er als Ordinarius und Direktor an das Institut für Rechtsmedizin der Universität Zürich, er blieb bis 2023 Direktor. Er ist zudem seit 2015 Leiter der Abteilung Forensische Medizin und Bildgebung des Instituts.
Seit 2019 ist Thali Skou Honorary Professor an der Universität Aarhus in Dänemark.
Er hat eine breite Ausbildung in Medizin, Recht und Betriebswirtschaft: Zusätzlich zu seiner medizinischen Ausbildung schloss Thali 2005 das Executive MBA HSG Programm der Universität St. Gallen ab sowie 2019 den CAS Paralegal an der ZHAW School of Management and Law und 2023 den CAS Law for Medics and Health Professionals an der Universität Zürich.
Als Ordinarius begleitete und förderte er seit dem Jahr 2011 bisher 12 Habilitationen sowie 4 Titularprofessuren am IRM Zürich.

## Forschungsschwerpunkte
Michael Thali leitet seit 2002 die Virtopsy-Forschungsgruppe am Institut für Rechtsmedizin der Universität Bern resp. Zürich. Diese virtuelle Autopsie setzt bildgebende Verfahren wie Computertomografie, Magnetresonanztomografie, postmortale Angiographie und Biopsie sowie photogrammetrische 3D-Oberflächendokumentation inklusive 3D-Mixed-Reality-Methoden / 3D VR Brillen in der klinischen und postmortalen Forensik ein. Ziel der Virtopsy ist es, neue Verfahren für eine objektive Beweissicherung in der Rechtsmedizin zu implementieren und bestehende Methoden zu verbessern.
Thali war 2011 Founding President der „International Society of Forensic Radiology and Imaging“ sowie 2013 Founder und Editor in Chief der Fachzeitschrift «Forensic Imaging».
Er erhielt den Wissenschaftspreis der Schweizerischen Gesellschaft für Rechtsmedizin (SGRM) sowie der Deutschen Gesellschaft für Rechtsmedizin (DGRM). 2015 gewann er mit Virtopsy den Swiss ICT Award.
In interdisziplinärer Zusammenarbeit wendet Thali Virtopsy-Verfahren auch bei Meerestieren an: Im März 2021 gewann er gemeinsam mit einem Forschungsteam der City University of Hong Kong eine Goldmedaille bei den Inventions Geneva Evaluation Days 2021 für das Projekt «Aquatic Animal Postmortem Multimedia Analysis Platform».
Zusammen mit dem Ballistiker Beat Kneubuehl forschte und publizierte Thali in Gebieten der Wundballistik und in der Entwicklung synthetischer Körpermodelle.
2012 entwickelte er gemeinsam mit dem Forensischen Institut Zürich das Konzept für das 3D-Zentrum Zürich. Dort arbeiten polizeiwissenschaftliche Forensik, Rechtsmedizin und polizeiliche Unfalltechnik zusammen, um Ereignisorte, Tatwerkzeuge, Fahrzeuge und lebende sowie verstorbene Personen dreidimensional zu dokumentieren und zu visualisieren. 3D-Rekonstruktionen und Visualisierungen sollen Justiz und polizeiliche Ermittlungen bei der Klärung von Sachverhalten, Straftaten und Unfällen unterstützen.

## Tätigkeit in Forschung, Lehre und Dienstleistung
Als Direktor des Instituts für Rechtsmedizin an der Universität Bern gründete er die Abteilung für Forensische Physik und Ballistik (unter der Leitung von Beat Kneubuehl), die Abteilung für Medizinrecht sowie die Abteilung für forensische Anthropologie. Mit seiner Berufung 2011 an die Universität Zürich transferierte er die Virtopsy-Forschungsgruppe an das dortige Institut für Rechtsmedizin und baute die Bildgebung in Dienstleistung, Forschung und Lehre massiv aus.
Als Lehrstuhlinhaber und Direktor des Instituts für Rechtsmedizin der Universität Zürich konzipierte und realisierte Thali verschiedene CAS-Studiengänge: CAS Virtopsy and Imaging, CAS Legalinspektion, CAS Forensic Nursing, CAS Naturwissenschaftliche Forensik. Er ist Mitglied im Leitungsausschuss des Kompetenzzentrums Medizin – Ethik – Recht Helvetiae (MERH) der Universität Zürich. Aus dieser Zusammenarbeit wurde der CAS MedLaw und der CAS for Medics and Health Professionals entwickelt.
Mit seinem Team gewann 2009 Thali den satirischen Ig-Nobelpreis in der Kategorie Frieden.
2014 gewann er mit seinem Virtopsy-Team den Schweizer „Special ICT Award“ für „Innovationen in der Rechtsmedizin / Forensik“ im KKL Luzern.
Unter der Leitung von Prof. Michael Thali wurde das Gesamt-IRM Zürich als erstes der Schweiz vollständig akkreditiert resp. Zertifiziert.

## Mitgliedschaften
Seit 2015 ist Michael Thali Mitglied der Wissenschaftsorganisation Leopoldina, seit 2018 Mitglied der Europäischen Akademie der Wissenschaften und Künste.

## Michael Thali in den Medien
- Swiss ICT-Special-Award, Schweizer Informatik revolutioniert Rechtsmedizin (2015)
- Mit modernsten Methoden legt er Verbrechern das Handwerk (2017)
- UZH Magazin - Gantenbein's Shot (2018)
- Mit der virtuellen Brille zurück an den Tatort (2019)
- Er hat die virtuelle Autopsie erfunden (2019)
- Virtuelle Obduktionen per Roboter (2020)